# شهرستان الصلو
ناحیهٔ الصلو (به عربی: مدیریة الصلو) یک ناحیه در یمن است که در استان تعز واقع شده‌است.

## خصوصیات
ناحیهٔ الصلو ۱۵۲٬۴۸۶ نفر جمعیت دارد.